# GM Aurigae
GM Aurigae (GM Aur / GCRV 55585 / CSI+30-04520 2) es una estrella de la constelación de Auriga que se encuentra a 457 años luz del sistema solar.
De magnitud aparente +12,30, no es observable a simple vista.
GM Aurigae es una estrella T Tauri muy joven, cuya edad se estima en sólo 1 millón de años, y todavía está rodeada por su disco embrionario de gas. Es una estrella de tipo espectral K5, con una masa de 1,05 masas solares, por lo que puede considerarse una versión del Sol cuando se formó hace 4500 millones de años.
Utilizando el telescopio espacial Spitzer de la NASA se ha detectado un claro con forma de anillo en el disco circunestelar que rodea a GM Aurigae, que separa un denso disco exterior de otro interior más tenue. La explicación más viable es que un gigante gaseoso está orbitando la estrella y que gravitatoriamente está «barriendo» el gas que encuentra, formando así el anillo vacío. Si se la colocara en el centro del sistema solar, el claro descubierto se extendería aproximadamente desde la órbita de Júpiter hasta la de Urano; es decir que ocupa el mismo lugar en donde están los planetas gigantes en nuestro sistema. Los planetas terrestres interiores no barrerían tanto material, de modo que no serían detectables por la ausencia de polvo.
El planeta en torno a GM Aurigae, GM Aurigae b, tendría 1,7 veces la masa de Júpiter, con una órbita a 2,5 UA y un período orbital de 4 años.